# ラ・サル＝ド＝ヴィイエ
ラ・サル＝ド＝ヴィイエ （La Salle-de-Vihiers）は、フランス、ペイ・ド・ラ・ロワール地域圏、メーヌ＝エ＝ロワール県のかつて存在したコミューン。

## 地理
モージュ地方にあるかつてのアンジューのコミューンである。コロンから北に通じる県道756号線が通る。

## 歴史
2014年、自治体間連合に属するコミューンの合併計画が持ち上がった。2015年7月2日、自治体間連合レジオン・ド・シュミエのコミューンの議会全てで、2015年12月15日に合併しコミューン・ヌーヴェル、シュミエ＝アン＝アンジュー（Chemillé-en-Anjou）となることが可決された。

## 人口統計
| 1962年 | 1968年 | 1975年 | 1982年 | 1990年 | 1999年 | 2006年 | 2012年 |
| ------ | ------ | ------ | ------ | ------ | ------ | ------ | ------ |
| 922    | 903    | 894    | 902    | 922    | 900    | 1038   | 1039   |

source=1999年までLdh/EHESS/Cassini、2004年以降INSEE

## 史跡
教会のステンドグラスは、ヴァンデ戦争で虐殺される住民たちを描いている。

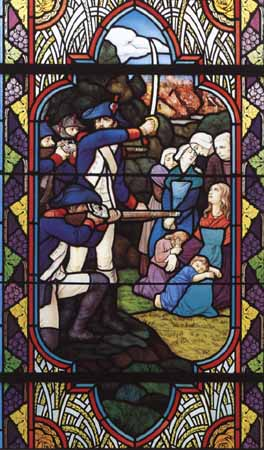
辻で銃口を向けられる人々
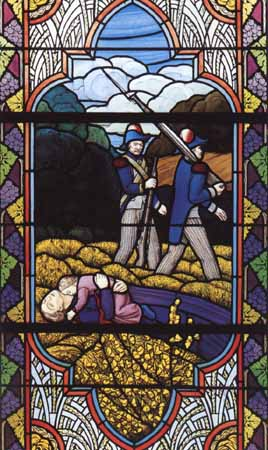
殺害された母子